# Lithobius weyrauchi
Lithobius weyrauchi är en mångfotingart som först beskrevs av Frank Archibald Sinclair Turk 1955.  Lithobius weyrauchi ingår i släktet Lithobius och familjen stenkrypare.
Artens utbredningsområde är Peru. Inga underarter finns listade i Catalogue of Life.